# Виханду
Виханду (ест. Võhandu jõgi) најдужа је река у Естонији. Дужина њеног тока је 162 km, а површина сливног подручја око 1.420 km². Укупан пад речног корита је 102 метра, док је просечан пад око 0,63 метра по километру тока.
Свој ток започиње као отока маленог језера Вагула у атару села Саверна, на југоистоку земље. Тече у смеру североистока, протиче кроз језеро Јикси и улива се у Топло језеро (Лемијарв) недалеко од села Випсу. Припада басену Чудско-псковског језера, односно Финског залива Балтичког мора. У језеро Вагула, које се сматра извориштем Вихандуа, улива се малена река Пихајиги која се у појединим изворима сматра засебним водотоком, а у другим изворима као део Вихандуа.
Њена долина с високим пешчаним обалама 1963. проглашена је за заштићено природно добро.